# Butch Taylor
Butch Taylor (ur. jako Clarence Francis Taylor 13 kwietnia 1961 w Shawsville) – amerykański kompozytor, pisarz i klawiszowiec, wielokrotnie występował jako gość z zespołem Dave Matthews Band.

## Życiorys
Chociaż formalnie nie jest członkiem zespołu, to jednak uznawany jest za stałego szóstego muzyka – występował zarówno na albumach studyjnych jak i nagranych na żywo, od 1998. Zanim zaczął grać z Dave Matthews Band, grał w zespole Secrets wraz z perkusistą Dave'a Matthewsa – Carterem Beaufordem oraz ze starym przyjacielem Dave'a – gitarzystą Timem Reynoldsem. Przez lata skomponował wiele partytur dla programów telewizyjnych i filmów.
Taylor uczęszczał do James Madison University w Wirginii, gdzie grał na trąbce w JMU Jazz Band. To tutaj poznał saksofonistę Dave'a Matthewsa, o nazwisku LeRoi Moore. Uzyskał licencjat z języka angielskiego oraz stopień magistra z muzyki. Kilka lat później wrócił na uczelnię i został wykładowcą.
Obecnie mieszka w Richmond w Wirginii z żoną i trzema synami.
W roku 2008 Butch Taylor zdecydował się ostatecznie odejść z Dave Matthews Band.